# Diocèse de Saint-Paul (Alberta)
Le diocèse de Saint-Paul en Alberta, dans la province canadienne de l'Alberta, a été érigé canoniquement le 17 juillet 1948 par le pape Pie XII. Il est le suffragant de l'archidiocèse d'Edmonton. Le siège épiscopal se trouve en la cathédrale Saint-Paul de Saint-Paul (en). L'actuel évêque du diocèse est Gary Anthony Franken, depuis 2022.
La superficie de ce diocèse est de 226 716 km2. Il y a 105 000 fidèles catholiques vivant dans le territoire diocésain, soit 41,9 % de la population totale. Trente prêtres y portent leur ministère dans 38 paroisses. Il y a 5 religieux et 4 religieuses rattachés à ce diocèse.

Emplacement du diocèse.

## Évêques
- Maurice Baudoux (1948 - 1952)
- Philip Lussier (1952 - 1968)
- Édouard Gagnon (1969 - 1972)
- Raymond Roy (1972 - 1997)

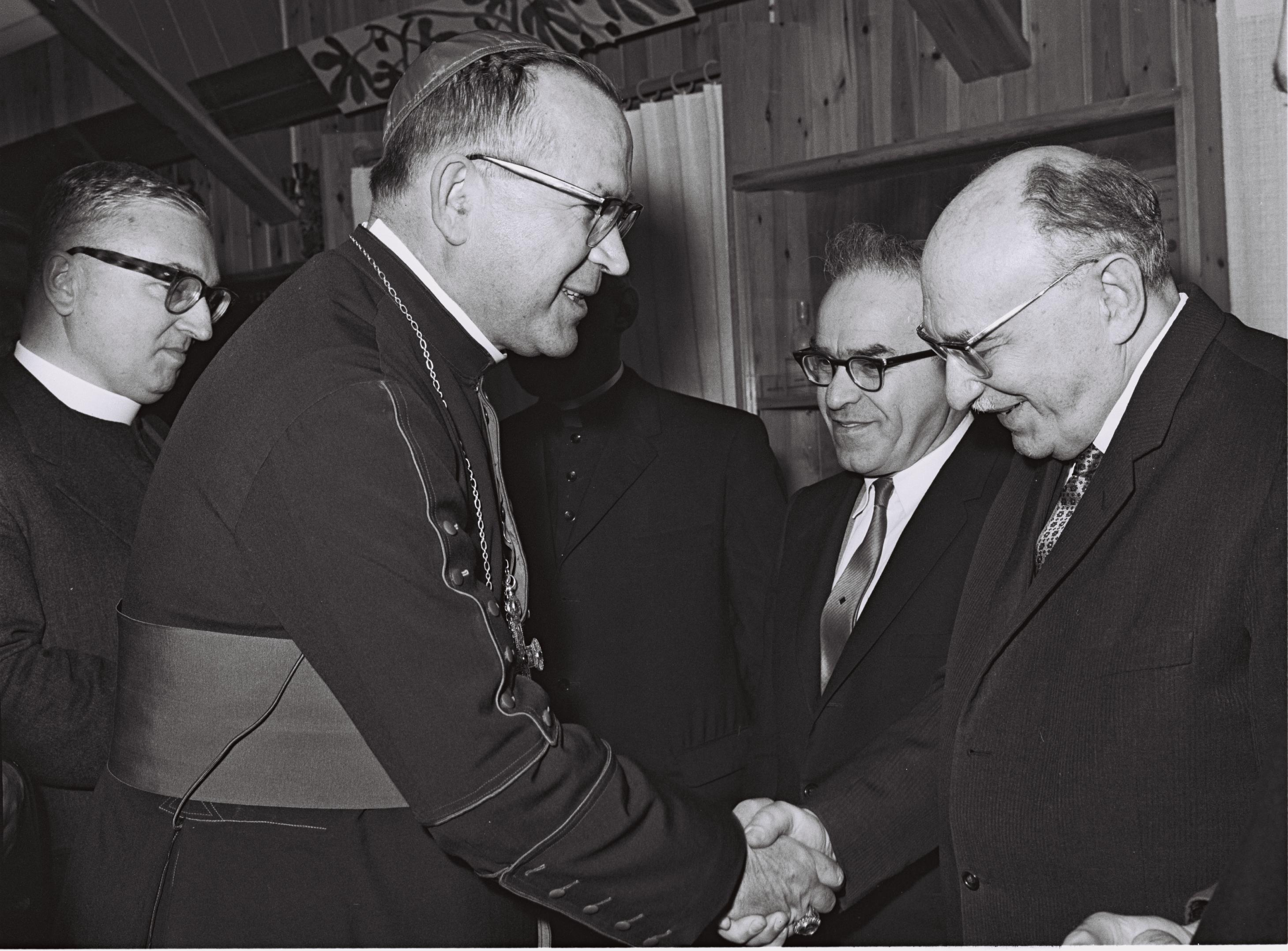
Maurice Baudoux.

- Thomas Christopher Collins (1997 - 1999)
- Luc Bouchard (2001 - 2012)
- Paul Terrio (2012-2022)
- Gary Anthony Franken (de) (2022- )